# James Joseph Allport
Pour les articles homonymes, voir Allport.
Sir James Joseph Allport, né le 27 février 1811 à Birmingham et mort le 25 avril 1892 à Littleover (en), est un entrepreneur et dirigeant de réseaux ferroviaires britannique. 

## Biographie

### Enfance et famille
James Joseph Allport est né le 27 février 1811 à Birmingham dans le Warwickshire. Il est le fils de William Allport qui est un fabricant d'armes légères qui a fourni d'importantes livraisons aux gouvernements anglais lors des campagnes napoléoniennes. Il est l'un des participants à la constitution du Birmingham Proof House (en). Très tôt il est envoyé en Belgique pour y suivre un parcours éducatif et il ne revient définitivement que peu de temps avant le décès de son père dont les affaires sont en danger lors de la crise financière et commerciale de 1820-1825.
James Joseph épouse Ann Gold (1805-1886), dont il eut huit enfants : Charlotte (1833-1842), Ann (1835-1836), Mary Louisa (1837-1914), Howard Aston (1842-1916), Hannah Ann (1843-), Emily (1844-1926), Agnes Lydia (1847-1913) qui épousa le 9 juillet 1872 Thomas Brocklebank, 2è baronet Brocklebank, de Greenlands et Springwood, et Charles James (1849-1897) qui fut reçu à Trinity College en 1866 (B.A. en 1871 et M.A. en 1877). Son fils, Howard Aston Allport, fut ingénieur civil et propriétaire de mines et travailla avec l'entrepreneur Richard Dalgliesh. La fille de ce dernier, Hilda Mary, épousa le fils du premier, Edward Aston Allport.

### Carrière
En 1839, James Joseph Allport a 28 ans lorsqu'il commence sa carrière dans les chemins de fer en devenant agent et représentant pour la Birmingham and Derby compagny.
Il fut longtemps directeur de la Midland Railway Company.  
Il fut membre de la Chambre des communes pour la circonscription de Duffield (Derbyshire) et juge de paix de Duffield.  
Le 20 mai 1884, il fut récompensé Knight Bachelor.